# Aïn Témouchent (distrito)
Aïn Témouchent é um distrito localizado na província de Aïn Témouchent, no noroeste da Argélia. Em 2010, sua população era de 89 644 habitantes.

## Municípios
O distrito está dividido em dois municípios:
- Aïn Témouchent
- Sidi Ben Adda